# 宇宙からの病原体
「宇宙からの病原体」（うちゅうからのびょうげんたい、原題 : "Praxeus"）は、イギリスのSFドラマ『ドクター・フー』の第12シリーズ第6話。脚本はピート・マッティグとクリス・チブナル、監督はジェイミー・マグナス・ストーンが担当し、2020年2月2日に BBC One で初放送された。視聴者数は522万人で、批評家のレビューは賛否が割れた。

## あらすじ
2030年代の地球。マダガスカルでは人間の体が突如変質して破裂する現象が起き、ペルーでは鳥の異常行動が見られ、香港にはインド洋に墜落した帰還モジュールに乗っていた宇宙飛行士アダム・ラング（演:マシュー・マッナルティ）が姿を現わしていた。13代目ドクター（演:ジョディ・ウィテカー）らは三地点で発生した異常現象を調査するうち、海洋や人体に蓄積したマイクロプラスチックを媒介して地球外由来の病原体プラキシアスが増殖していること、そして女性研究者スキ・チェン（演:モリー・ハリス）がプラキシアスの勢力を広げている異星人であることを付きとめる。

## 製作

### 脚本
「宇宙からの病原体」はピート・マッティグとクリス・チブナルが脚本を執筆した。マッティグは第11シリーズで「謎の差出人」の脚本を担当していた。

### 配役
スキ・チェンはモリー・ハリス、ジェイク・ウィリスはウォレン・ブラウンが演じた 。他のゲスト出演者は2020年1月上旬に Doctor Who Magazine 第547号で報じられた。

### 撮影
ジェイミー・マグナス・ストーンは「スパイフォール」パート1と本作からなる第3製作ブロックを監督した。本作の撮影は「スパイフォール」パート1と共にケープタウンを含む南アフリカ共和国で行われた。

## 放送と反応
| 専門評論家によるレビュー           | 専門評論家によるレビュー |
| レビュー・スコア                   | レビュー・スコア         |
| 出典                               | 評価                     |
| ---------------------------------- | ------------------------ |
| The A.V. Club                      | B+                       |
| エンターテインメント・ウィークリー | B                        |
| メトロ                             | [ 9 ]                    |
| ラジオ・タイムズ                   | [ 10 ]                   |
| インデペンデント                   | [ 11 ]                   |
| デイリー・テレグラフ               | [ 12 ]                   |

「宇宙からの病原体」はイギリスでは2020年2月2日に放送され、日本では2020年7月29日にHuluにて字幕版・吹替版共に配信が開始された。
イギリスでのその晩の視聴者数は397万人で、その日のイギリスでは4番目に多く視聴された番組となった。Audience Appreciation Index は78であった。合計視聴者数は522万人であった。